# Бліц-доповідь
Бліц-до́повідь (англ. Lightning talk) — формат доповіді перед аудиторією, що складається із серії 16-ти п'ятихвилинних повідомлень, на котрі в цілому відводиться 90 хвилини, або 11 повідомлень за 60 хвилини.

## Причини проведення бліц-доповідей
- Можливість виступити новачкам.
- Можливість просто зробити оголошення, сповістити новину, чи розповісти повчальну історію.
- Можливість швидко відібрати свою аудиторію. Серед гостей можуть бути присутніми лише декілька осіб що бажають поставити питання, і дискусія може продовжитись за неформальних обставин.
- Висока ймовірність що люди прийдуть на доповідь, навіть якщо вони не планували вислухати таку годинної тривалості.
- Низький ризик що час слухача буде проведений марно.

## Що можна розповісти за 5 хвилин?
Марк Джейсон Домініус, один з ідеологів бліц-доповідей, пропонує такі теми виступів, на прикладі IT-спеціальності:
1. Чому мені найбільше подобається модуль Х.
2. Я збираюся взятися за класний проєкт Х. Хто-небудь хоче мені допомогти?
3. Вдалий проєкт: я успішно виконав проєкт Х. Деякі хитрощі.
4. Невдалий проєкт: я виконав проєкт Х. Він провалився і я розповім чому.
5. Помилка в Perl: усі говорять Х, але це не так, тому що …
6. Спільнота Perl — відстій, тому що …
7. Заклик до дії: присвятімо більше/менше часу Х.
8. Курйоз, що стався зі мною на шляху до P5P/clpm/PM.
9. Правда, було б чудово, якби …?
10. Хтось повинен зробити X.
11. Список пропозицій для внесення змін до Perl.
12. Чому Х — помилка.
13. Причини, за якими Х здається помилкою, не є такими.
14. Як воно — займатися Х.
15. Корисна методика, яка дійсно працює.
16. Методика, яка повинна була спрацювати, але виявилася марною.
17. Чому модуль Х — відстій. Чому модуль У — відстій.
18. Порівняння модулів Х та Y.
19. Нам варто звернути більше уваги на Х.
20. Що мені подобається в Perl найбільше.